# New Adventures in Hi-Fi
New Adventures in Hi-Fi – dziesiąty album studyjny amerykańskiej grupy muzycznej R.E.M. Wydany został w 1996 roku nakładem Warner Bros. Records, wytwórni, dla której był to piąty album wydany przez grupę. Ostatni album z perkusistą Billem Berrym.

## Lista utworów
Wszystkie utwory są autorstwa Billa Berry'ego, Petera Bucka, Mike'a Millsa i Michaela Stipe'a.
1. "How the West Was Won and Where It Got Us" – 4:31 Seattle Studio
2. "The Wake-Up Bomb" – 5:08 Charleston
3. "New Test Leper" – 5:26 Seattle Studio
4. "Undertow" – 5:09 Boston
5. "E-Bow the Letter" – 5:23 Seattle Studio
6. "Leave" – 7:18 Atlanta Soundcheck
7. "Departure" – 3:28 Detroit
8. "Bittersweet Me" – 4:06 Memphis Soundcheck
9. "Be Mine" – 5:32 Seattle Studio
10. "Binky the Doormat" – 5:01 Phoenix
11. "Zither" – 2:33 Dressing Room Philadelphia
12. "So Fast, So Numb" – 4:12 Orlando Soundcheck
13. "Low Desert" – 3:30 Atlanta Soundcheck
14. "Electrolite" – 4:05 Phoenix Soundcheck

## Muzycy
- Bill Berry – perkusja, akustyczna gitara, bas, syntezator
- Peter Buck – gitara, bas, banjo elektryczny sitar, mandolina
- Mike Mills – gitara basowa, pianino, gitara, organy, keyboard, syntezator
- Michael Stipe – śpiew, syntezator
- Andy Carlson
- Nathan December
- Scott McCaughey
- Patti Smith